# Johann Georg von Eckhart

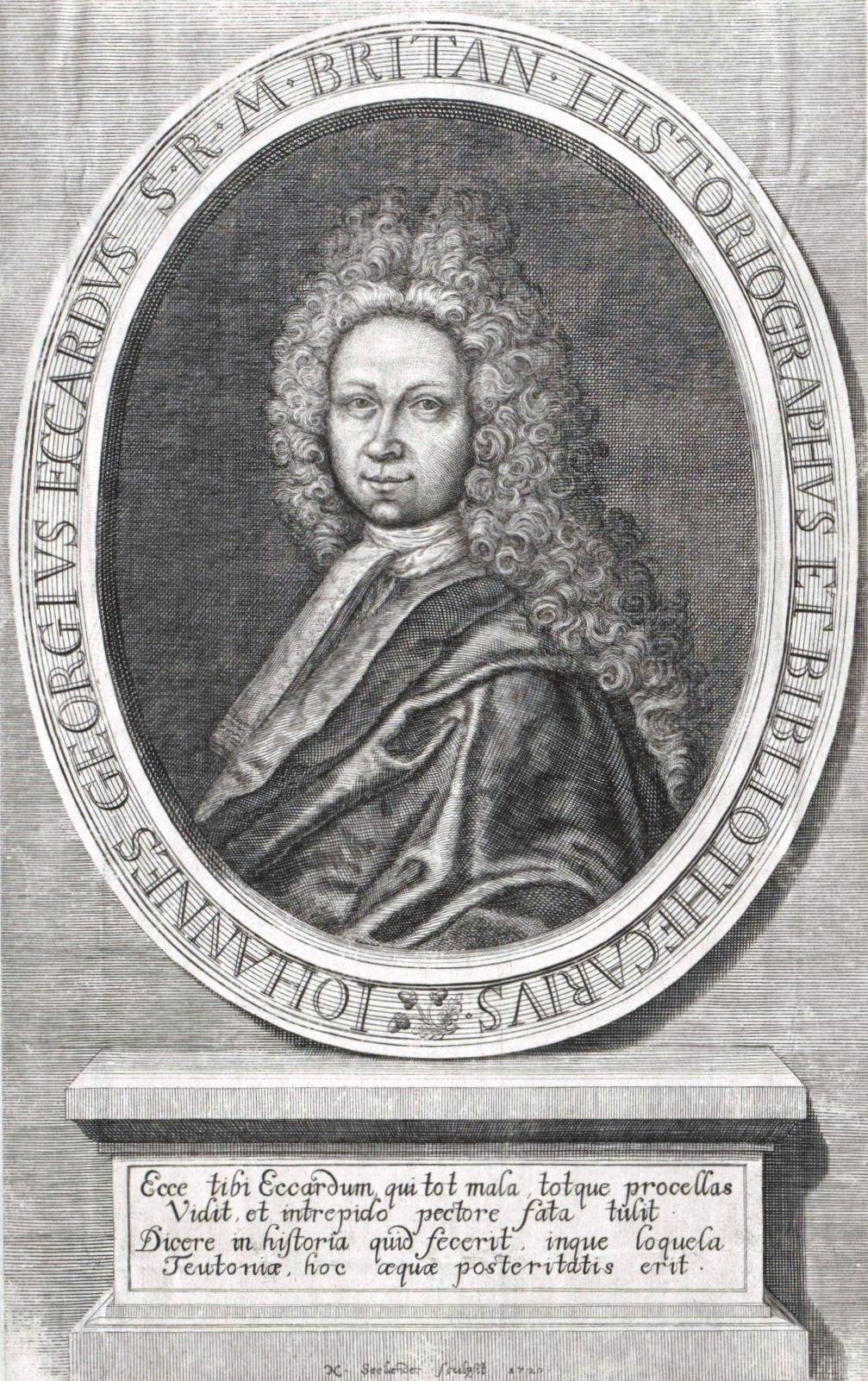
Johann Georg von Eckhart, Stich von Nikolaus Seeländer (1720)

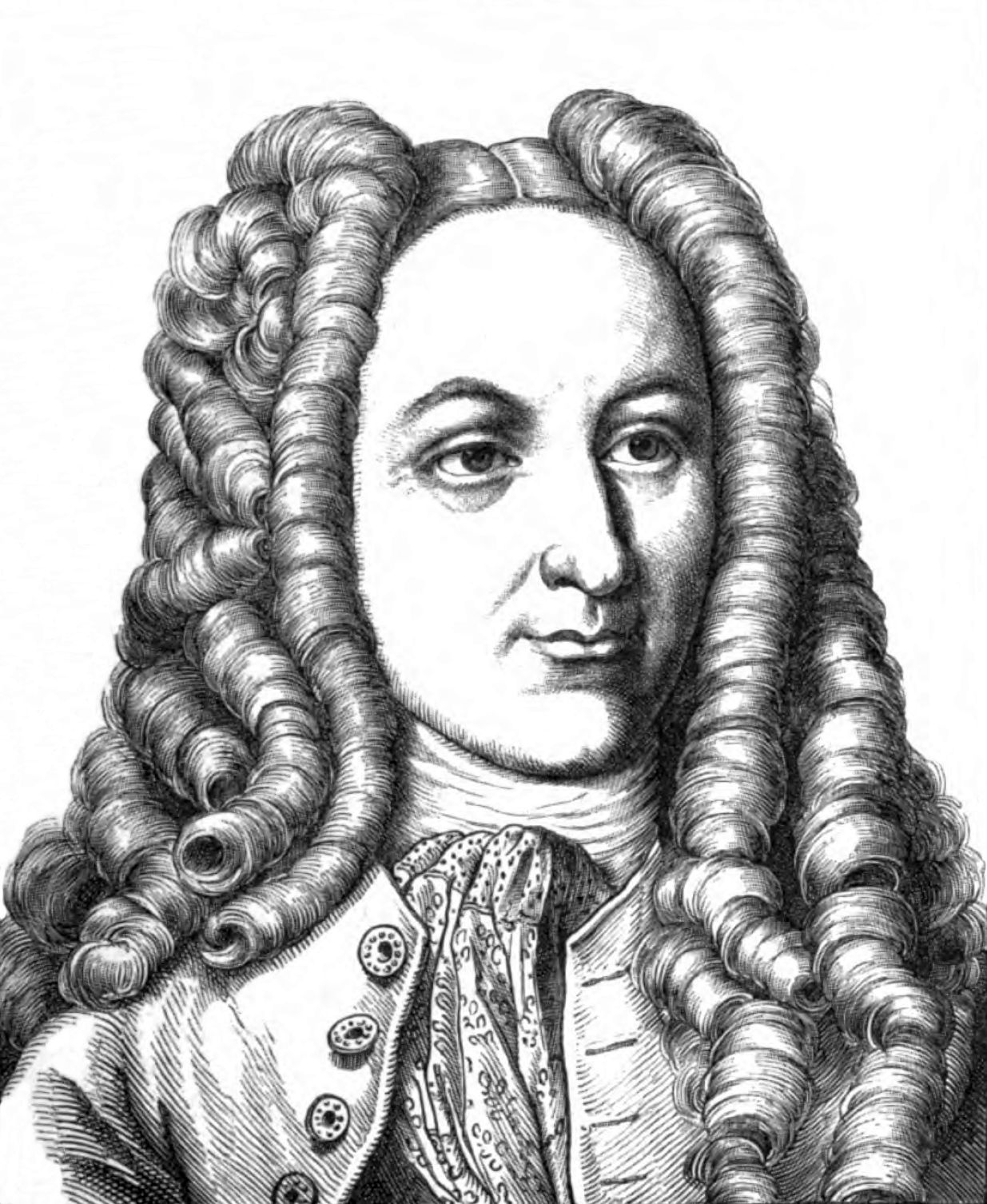
Johann Georg von Eckhart

Johann Georg von Eckhart  (auch: Johann Georg Eccard; * 7. September 1674 in Duingen; † 9. Februar 1730 in Würzburg) war ein deutscher Historiker und Bibliothekar. Er war Hofrat und wirkte insbesondere als Universitätsbibliothekar in Würzburg.

## Herkunft und Familie
Seine Eltern waren der Sohn eines Arztes und Oberförster in Duingen Hans Caspar Eckhart und dessen Ehefrau Catharina Marie Baring (1647–1738), eine Tochter des Professors in Marburg und Rektors in Hannover Eberhard Baring († 1659).
Er heiratete am 19. Oktober 1706 in Braunschweig Rosina Elisabeth Gerthum, die Tochter des Kapitäns Daniel Hieronimous Gerthum. Das Paar hatte drei Söhne und eine Tochter. Seine Frau starb kurz vor ihm.

## Leben
Eckhart war bereits zu Beginn des 18. Jahrhunderts Sekretär von Gottfried Wilhelm Leibniz (1646–1716). 1706 wurde er Professor der Geschichte an der Universität Helmstedt. Im Jahr 1714 wurde er erneut nach Hannover berufen und wiederum als Sekretär Leibniz’ eingesetzt, in der Nachfolge von Johann Friedrich Hodann (1674–1745). Nach Leibniz’ Tod wurde er Bibliothekar und Historiograph des Hauses Hannover.
1718 wurde Eckharts Cousin Daniel Eberhard Baring sein Hilfsbibliothekar. 1723 flüchtete Eckhart wegen Schulden aus Hannover, trat in Köln zum Katholizismus über und wurde 1724 bischöflich würzburgischer Bibliothekar und Historiograph unter Christoph Franz von Hutten.
Die Würzburger Lügensteine des Johann Beringer waren vermutlich eine Intrige der Jesuiten gegen den Würzburger Historiker als Vertreter des von Leibniz in der protogaea entwickelten Konzepts der natürlichen Weltgeschichte.
Würzburger Assistent war Jean Ignace Roderique, der 1732 eine Professur für Geschichte an der Universität zu Köln annahm.
Seit 1711 war er auswärtiges Mitglied der Preußischen Akademie der Wissenschaften.
Eckharts Nachlass wird in der Gottfried Wilhelm Leibniz Bibliothek verwahrt.

## Werke
- Abstammung des Durchlauchtigsten Fürsten und Herrn Herrn Alexii, Gross-Czarischen Cron-Printzen, und der Durchlauchtigsten Fürstin und Frauen, Frauen Charlotten Christinen Sophien, gebohrner Printzessin von Braunschweig und Lüneburg, von dem griechischen Keyser Constantino Porphyrogenito nebst noch einer genealogischen Deduction, aus welcher erhellet, dass des Gross-Czarischen Cron-Printzen Hoheit aus dem Durchlauchtigsten Gwelfischen Hause entsprossen sey, hingegen die Durchlauchtigste Printzessin Charlotte von den alten russischen Gross-Fürsten herkomme. Alles mit der bewehrtesten Autoren Zeugnissen dargethan und beleget von Johann Georg Eckhart, der Geschichten Professore Ordinario zu Helmsted und Mitgliede der Königl. Preussischen Academie der Wissenschafften. Hamm, Helmstedt 1711. (Digitalisat)
- Historia studii etymologici linguae Germanicae hactenus impensi : ubi scriptores plerique recensentur et diiudicantur, qui in origines et antiquitates linguae Teutonicae, Saxonicae, Belgicae ... inquisiverunt ...; accedunt et quaedam de lingua Venedorum in Germania habitantium, tandemque proprium de lexico linguae Germanicae etymologico componendo consilium aperitur. Förster, Hannoverae 1711. (Digitalisat)
- Origines serenissimae ac potentissimae familiae Habsburgo-Austriacae ex monumentis veteribus, scriptoribus coaetaneis, diplomatibus, chartisque […]. Gleditsch, Leipzig 1721. (Digitalisat)
- Corpus historicum medii aevi, sive scriptores res in orbe universo praecipue in Germania a temporibus maxime Caroli M. Imps. usque ad finem seculi P. Chr. n. XV. gestas enarrantes. Gleditsch, Leipzig 1723. (Digitalisat Band 1), (Band 2)
- Erklärung eines alten Kleinodien-Kästleins, aus dem Ebnerischen Cabinete zu Nürnberg, worauf die Verlöbniß Heinrichs Hertzogen von Sachsen und Pfaltzgrafen bey Rhein mit Agnesen Pfältzis. Erb-Princeßin vorgestellet ist, dadurch auch einiger massen die Braunschweig-Lüneburgische Historie, nebst einigen alten dahin gehörigen Müntzen, erläutert wird. Monath, Nürnberg 1725. (Digitalisat)
- Commentarii de rebus Franciae orientalis et episcopatus Wirceburgensis, Tomus I. Tomus II, Würzburg (1729).
- De Origine Germanorum, Eorumque vetustissimis coloniis, migrationibus ac rebus gestis. Schmid, Goettingen 1750. (Digitalisat)